# Smile (Doctor Who)
Smile (traducido como Sonríe) es el segundo episodio de la décima temporada de la serie de televisión británica de ciencia ficción Doctor Who. Fue escrito por Frank Cottrell-Boyce y retransmitido el 22 de abril de 2017 por el canal BBC One.
En el episodio, El Doctor (Peter Capaldi) y su nueva compañera Bill Potts (Pearl Mackie) visitan una colonia fuera de la Tierra sólo para encontrarla desprovista de cualquier vida excepto por robots que se comunican vía emoji.

## Argumento
A pesar de la precaución de Nardole, el Doctor le permite a Bill seleccionar su primer destino para un viaje en la TARDIS. Aterrizan en un futuro lejano en una colonia de la Tierra. La colonia está vacía excepto por millones de nanobots llamados los Vardies que lo mantienen, junto con avatares robóticos que interactúan mediante emoji. Después de  que uno de estos avatares les entrgasen unas insignias, el Doctor se da cuenta de que divulgan sus emociones también con emoji.
El Doctor sospecha que han llegado antes de que llegue la nave colonial, pero le sigue extrañando la ausencia de pre-colonos en el lugar. Tras descubrir los huesos de estos seres humanos que se utilizaban como fertilizante en los invernaderos. El Doctor se da cuenta da cuenta de que si no aparentan felicidad, los nanobots los consumirán a ellos también, y advierte a Bill que siga sonriendo mientras escapan. El Doctor localiza la nave que trajo al equipo de pre-colonos al planeta mientras sobrecargaba el reactor de la ciudad para destruir a los Vardies antes de la llegada de los colonos. Sin embargo, Bill descubre a un joven que la lleva a un lugar repleto de cámaras de la hibernación. Entonces el Doctor se da cuenta de que ésta es la nave colonial.
Mientras revisan los registros de la nave de la tripulación de vuelo no hibernante. Los Vardy fueron programados para ayudar a construir y operar la colonia y hacer felices a sus habitantes, supervisando el estado emocional de los colonos a través de las insignias de emoción y avatares. Cuando uno de los tripulantes murió por causas naturales, creando tristeza entre la tripulación, para la que los avatares no estaban programados para entender. Los Vardies entendieron esto como un signo de enfermedad, y mató a aquellos que mostraron infelicidad. Esto creó un "tsunami de aflicción" que rápidamente aniquiló a la tripulación de vuelo, y es probable que acaben también  con los colonos despiertos cuando descubren lo que sucedió.
Los colonos creen que deben combatir a los Vardies para proteger a su tripulación durmiente, mientras que los Vardies comienzan a mostrar el principio de la sensibilidad a través de la autodefensa. Si no se disuaden de pelear, el Doctor resuelve la situación "restableciendo" a los Vardies a su estado original, antes de que vieran el dolor como una enfermedad. El Doctor se ofrece a ayudar a negociar entre los colonos y Vardies para evitar el mismo error. Más tarde, el Doctor y Bill vuelven a la Tierra, pero se encuentran en el Támesis congelado y a un elefante que les mira.

### Continuidad
- El Doctor menciona que hay muchos escoceses en el espacio, demandando la independencia de cualquier planeta en el que aterricen. Esto fue mencionado previamente en "La bestia de abajo".[1]

- El Doctor advierte a Bill que no mire su historial del navegador, lo mismo que le dijo a Osgood en "La inversión Zygon".[2]

- El Doctor menciona que la tierra fue evacuada en naves ya que la tierra se volvió inhabitable después de una llamarada solar. Por ejemplo, el Primer Doctor "El arca" y el Cuarto Doctor "El arca espacial", el Noveno Doctor "El fin del mundo", el Décimo Doctor "Utopía" y el Undécimo Doctor en "La bestia de abajo".[3]

- Este es el segundo episodio junto con La Patrulla de la felicidad donde las personas se ven obligadas a sonreír bajo "pena" de muerte.

## Producción

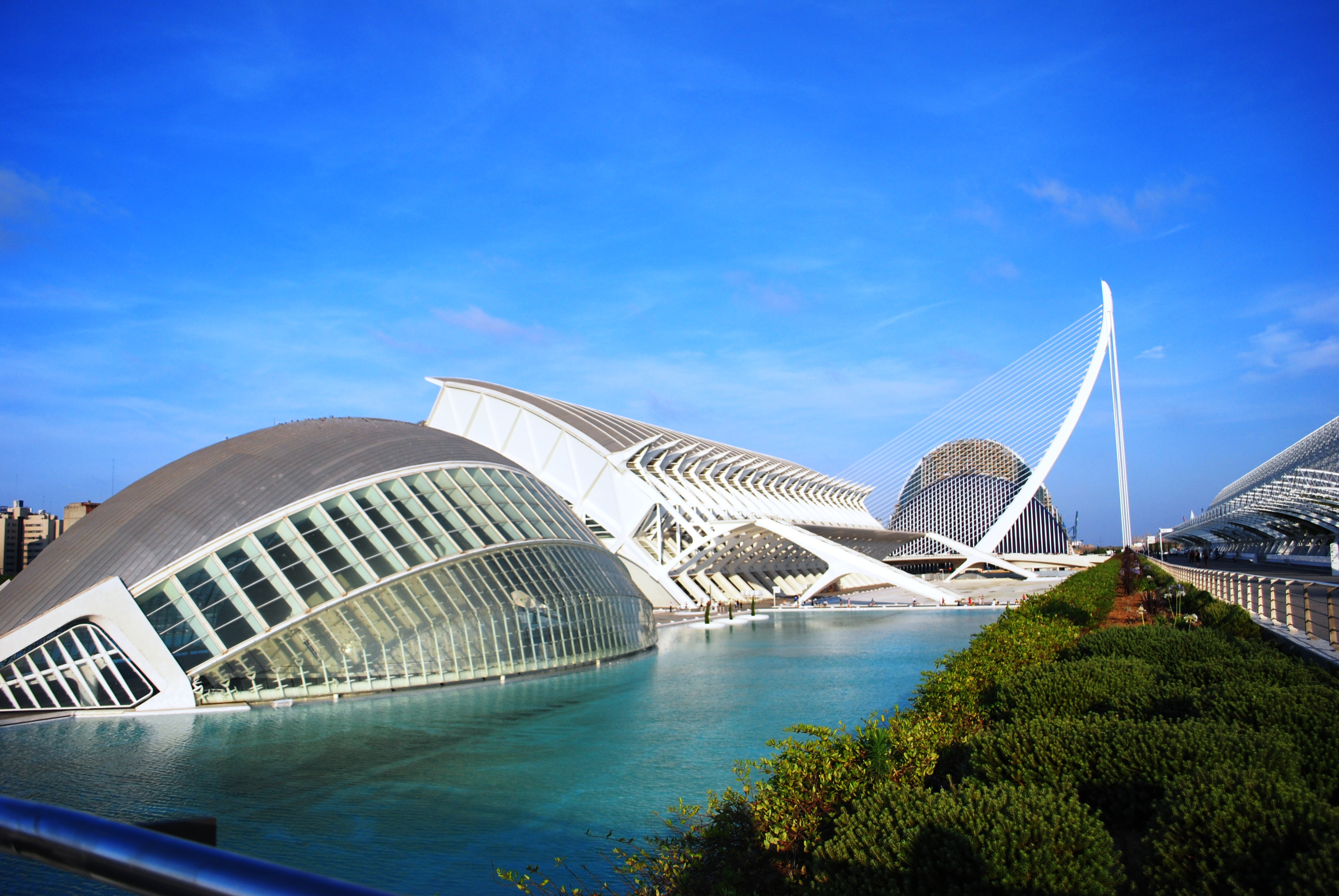
La Ciudad de las Artes y las Ciencias en Valencia, España

La lectura de este episodio y el episodio anterior, " El Piloto ", tuvo lugar el 14 de junio de 2016. El rodaje de estos episodios comenzó el 20 de junio de 2016 y concluyó el 28 de julio de 2016.
El rodaje de la ubicación tuvo lugar en la Ciudad de las Artes y las Ciencias de Valencia, España.

## Emisión y recepción

### Emisión
El episodio fue visto por 4.25 millones de espectadores durante la noche, un ligero descenso desde el estreno de la temporada. El episodio recibió 5,98 millones de visualizaciones en general y recibió una puntuación del Índice de Apreciación de 83.

### Recepción
"Smile" recibió críticas generalmente positivas de los críticos, con muchos etiquetando la relación creciente entre el Doctor y Bill como el punto culminante del episodio. 